# Mathieu Guiraudez de Saint-Mézard
Mathieu Guiraudez de Saint-Mézard est un homme politique français né le 25 décembre 1728 à Saramon et mort le 17 mars 1816 à Lavardens.

## Biographie
Docteur en théologie, archiprêtre de Lavardens, il est député du clergé aux États généraux de 1789 pour la sénéchaussée d'Auch. Il siège à droite et vote avec la minorité.

## Sources
- « Mathieu Guiraudez de Saint-Mézard », dans Adolphe Robert et Gaston Cougny, Dictionnaire des parlementaires français, Edgar Bourloton, 1889-1891 [détail de l’édition]